# Землен
Землен е село в Южна България. То се намира в община Раднево, област Стара Загора.

## География
През селото минават две реки, по-основната от които го разделя на две, а на около километър преди да влезе в селото образува естествено езеро, чието дъно и крайбрежие са покрити с пясък, откъдето вероятно местните са го нарекли Пясъка.
Двете реки са почти пресъхнали, но „Пясъка“ все още има вода, което означава, че най-вероятно освен от реката, се захранва и от подпочвени води. Подпочвените води около и в селото са в изобилие.

## История
Старото име на селото е Топрак хисар (Toprak hisar) от турски пръстен форт – на няколкостотин метра северозападно от селото все още съществува въпросният форт – това е кръгла могила, заобиколена от ров, който вероятно е бил пълен с вода, т.к. цялото място е заобиколено от тополи (това дърво най-често расте около водоеми), а и хисар (hisar) на турски означава „крепост“

## Личности
- Кольо Райнов (ок. 1815-1876), революционер
- Георги Райчев (1882–1947), писател

1. ↑  www.grao.bg